# Heteronychia evagorata
Heteronychia evagorata är en tvåvingeart som först beskrevs av Zumpt 1956.  Heteronychia evagorata ingår i släktet Heteronychia och familjen köttflugor. Inga underarter finns listade i Catalogue of Life.